# جيس ويكسلير
جيس ويكسلير (بالإنجليزية: Jess Weixler )‏ (و. 1981  م) هي كاتبة سيناريو، وممثلة تلفزيونية، وممثلة أفلام أمريكية، ولدت في لويفيل، كنتاكي، بدأت مشوارها المهني سنة 2003.

## التعليم
تعلمت في مدرسة جوليارد.

## وصلات خارجية
- جيس ويكسلير على موقع IMDb (الإنجليزية)
- جيس ويكسلير على موقع روتن توميتوز (الإنجليزية)
- جيس ويكسلير على موقع ألو سيني (الفرنسية)
- جيس ويكسلير على موقع أول موفي (الإنجليزية)
- جيس ويكسلير على موقع قاعدة بيانات الفيلم (الإنجليزية)
- جيس ويكسلير على موقع كينوبويسك (الروسية)